# Трапиште
Трапиште (болг. Трапище) — село в Болгарии. Находится в Разградской области, входит в общину Лозница. Население составляет 585 человек.

## Политическая ситуация
В местном кметстве Трапиште, в состав которого входит Трапиште, должность кмета (старосты) исполняет Ялчын Ахмедов Мюсрефов (Движение за права и свободы (ДПС)) по результатам выборов правления кметства.
Кмет (мэр) общины Лозница — Айхан Мустафов Хашимов (ДПС) по результатам выборов в правление общины.